# Dicranophoroides venezueliensis
Dicranophoroides venezueliensis är en hjuldjursart som först beskrevs av Pourriot och Zoppi de Roa 1981.  Dicranophoroides venezueliensis ingår i släktet Dicranophoroides och familjen Dicranophoridae. Inga underarter finns listade i Catalogue of Life.